# 卡溫頓堡 (紐約州普查規定居民點)
卡溫頓堡（英語：Fort Covington）是位於美國紐約州富蘭克林縣的普查規定居民點。

## 人口
根據2020年美國人口普查的數據，卡溫頓堡的面積為50.15平方千米，當中陸地面積為50.12平方千米，而水域面積為0.03平方千米。當地共有人口1127人，而人口密度為每平方千米22.47人。